# L'Hyperboloïde de l'ingénieur Garine (film)
Pour plus de détails, voir Fiche technique et Distribution.
L'Hyperboloïde de l'ingénieur Garine (en russe : Гиперболоид инженера Гарина) est un film d'action et de science-fiction soviétique en noir et blanc sorti en 1965. Le film est réalisé par Aleksandr Guintsbourg à Gorky Film Studio. C'est l'adaptation du roman éponyme d'Alexis Tolstoï écrit en 1925.

## Fiche technique
- Titre original : (ru) Гиперболоид инженера Гарина (Giperboloid inzhenera Garina)
- Réalisation : Aleksandr Gintsburg
- Scénario : Iossif Manevitch (ru), Aleksandr Gintsburg
- Photographie : Aleksandr Rybine
- Compositeur : Mieczysław Weinberg
- Musique : Orchestre symphonique d'État de l'URSS pour l'art cinématographique
- Chef d'orchestre : Emin Khatchatourian
- Son : Dmitri Zotov
- Montage : Lidia Zhuchkova
- Chef décorateur : Evgueni Galezh
- Société de production : Gorky Film Studio
- Pays d'origine : URSS
- Dates de sortie : 1965 (URSS)
- Format : noir et blanc
- Genre : action, science-fiction
- Durée : 96 minutes
- Langue : russe

## Distribution
- Evgueni Evstigneïev : Piotr Garine
- Vsevolod Safonov : Vassili Chelga
- Mikhaïl Astangov : Rolling
- Natalia Klimova :  Zoya Montrose
- Vladimir Droujnikov : Arthur, homme de confiance de Rolling
- Mikhaïl Kouznetsov : Khlynov
- Youri Sarantsev : Tarachkine
- Nikolaï Boubnov : Nikolaï Mantsev
- Viktor Tchekmarev : homme à quatre doigts
- Pavel Springfeld : Gaston
- Bruno O'Ya : Janssen, capitaine d'Arizona
- Anatoli Romachine : Dr Wolf
- Valentin Bryleïev : Victor Lenoir, homme de confiance de Garine
- Artiom Karapetian : secrétaire
- Viacheslav Gostinski : commandant de l'Ile d'or
- Stepan Krylov : employé de télégraphe
- Vladimir Balachov : un scientifique
- Alekseï Ouchakov : Vania Goussev